# 223 (عدد)
223 هو عدد صحيح  طبيعي بين 222 و224

## في الرياضيات

### خصائص
- 223 عدد أولي
- 223 عدد فردي
- 223 عدد ناقص